# 上莞镇
上莞镇，是中华人民共和国广东省河源市东源县下辖的一个乡镇级行政单位。

## 行政区划
上莞镇下辖以下地区：
上莞社区、江田村、新南村、太阳村、冼川村、新轮村、下寨村、新民村、李白村、仙湖村、百坝村、常美村、苏扬村和两礤村。